# بوب هيلم
بوب هيلم (بالإنجليزية: Bob Helm)‏ هو عازف كلارينيت وعازف جاز أمريكي، ولد في 18 يوليو 1914 في كاليفورنيا في الولايات المتحدة، وتوفي في 2003.

## وصلات خارجية
- بوب هيلم على موقع ميوزك برينز (الإنجليزية)
- بوب هيلم على موقع أول ميوزيك (الإنجليزية)
- بوب هيلم على موقع ديسكوغز (الإنجليزية)